# مايكل إدواردز (كاتب)
ميخائيل إدواردز (بالإنجليزية: Michael Edwards)‏ هو كاتب أسترالي، ولد في 10 ديسمبر 1943 في زومبا في مالاوي.